# Iglesia de San José de Nasca
La Iglesia de San José de Nasca es un templo religioso construido por la Compañía de Jesús en el siglo XVIII. La iglesia se encuentra en el pueblo San Javier, ubicado en el Distrito El Ingenio, Provincia de Nasca, Departamento de Ica; Perú. Está a escasos kilómetros de la pampa de Nasca, reconocida internacionalmente por las líneas de Nasca y la ciudad oculta de Cahuachi. La misma se encuentra abandonada y su estructura está severamente dañada.

## Historia
La iglesia fue inaugurada el 19 de marzo de 1744 habiendo sido construida por los misioneros de la Compañía de Jesús quienes habían arribado a Perú en 1568. El fundo en el que se encuentra el templo fue donado a los jesuitas por Francisco Cabezas. La fecha de su inauguración se ha perpetuado como una tradición y actualmente la hacienda celebra su aniversario ese día. Según Michel Piaget Mazzetti, y Jaime Lecca Roe la iglesia de San José es uno de los mayores precedentes arquitectónicos de la Compañía y ha tenido influencia en la arquitectura neocolonial del presente siglo; su fachada sirvió de modelo para la restauración de la iglesia de San Marcelo que se llevó a cabo entre 1925 y 1933.
Los jesuitas construyeron numerosos templos en Perú; en el Distrito del Ingenio existen dos: La iglesia de San José y la iglesia de San Javier de Nasca, distantes apenas cuatro kilómetros entre sí; ambas iglesias están abandonadas. Los dos templos responden a un mismo estilo arquitectónico y en su ornamentación se aprecia una marcada influencia de los artesanos de los pueblos originarios. Al respecto Vargas Ugarte señala como posible que ambos templos fueran diseñados por el mismo arquitecto, de quien no se conoce el nombre. Esto,  si bien es posible,  no se haya documentado. 

A mayor Gloria de Dios  se puso la piedra fundamental de esta obra el día 19 de noviembre del año 1740 y se acabó el 19 de marzo de 1744.
Inscripción en la sacristía de la iglesia.

## Descripción arquitectónica
El frontis de la iglesia de San José es probablemente el más interesante ejemplo de la arquitectura jesuita en medios rurales pese a que su expresión es de carácter urbano.  Está organizada en planta de una nave longitudinal con recintos adosados como ser la sacristía, el almacén, etc.  Posee una sola nave que comprende en el mismo espacio techado por bóveda al presbiterio y coro alto.  Toda la estructura portante es de ladrillo. 
La construcción responde a un estilo barroco propio de la época con abundancia de elementos ornamentales geométricos. Según Michel Piaget Mazzetti, y Jaime Lecca Roe la gracia de la fachada de San José no se debe únicamente al extremado perfeccionismo de sus estucados sino también al aspecto fundamental de sus proporciones y la fachada de la capilla es reveladora dado que los profusos elementos que adornan el frontis como las proporciones del mismo sugiere una doble influencia estilística regional preveniente en parte de la arquitectura de la costa central (Lima, Pisco) con efectos que recuerdan las formas ornamentales de la arquitectura arequipeña.
La puerta principal es un arco de medio punto y a cada lado de la puerta hay un par de columnas salomónicas con hojas de acanto que se dividen cada una en tres partes. A ambos lados están las torres que son de sección cuadrada y de dos cuerpos que culmina con su cupulín perforado en cada lado por una ventana oval y coronada con la linterna.  

### Análisis ornamental de la iglesia
Más allá de la estructura del edificio hay una densa trama ornamental que revisten el frontis y realzan el espacio anterior con una gama de motivos decorativos. Algunos de los motivos son propios de regiones lejanas donde actuaron los jesuitas en particular de la India. En el frontis de la iglesia hay 25 mascarones  de guerreros afronasqueños lo que expresa el marcado sincretismo de la ornamentación de la iglesia. 

### Coro y Cripta
El coro tiene una estructura en bóveda achatada y se destaca un motivo artístico que representa un personaje con la boca abierta y la lengua biseccionada que se convierten en serpientes. Tiene una cripta subterránea que se llega por una gradería cuya puerta precede al presbiterio en el piso de la nave. En la cripta fueron sepultados personalidades de la época. 

### Retablo

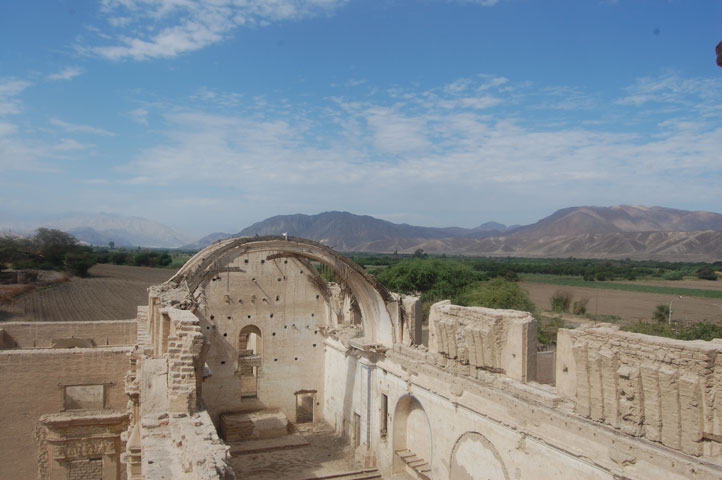
Mirada desde el campanario de la Iglesia de San José. Sobre el fondo se asentaba el retablo del altar.

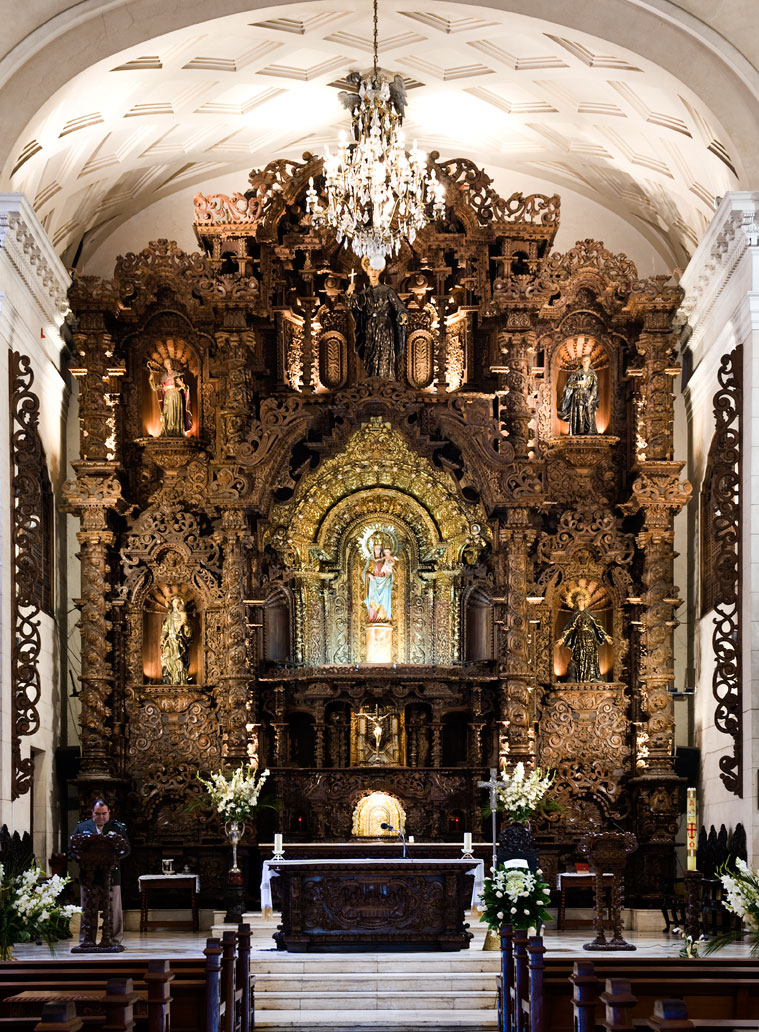
Retablo-San-José

El retablo del altar mayor ocupaba todo el espacio posterior de la nave. Es de cedro con talla pulida con cuatro santos de bulto a los lados y dos nichos en el medio, el uno de San José y el segundo, dorado, de Nuestra Señora del Rosario con una corona de plata dorada que pesa once marcos y siete onzas. El retablo de esta iglesia fue desarmado pieza por pieza y se encuentran actualmente en la Iglesia de la Virgen del Pilar en San Isidro, Lima, habiendo sido donado por los propietarios de la hacienda. Al respecto el Obispo de Ica, Monseñor Francisco Rubén Berroa dio a conocer que si bien de esta manera se protegió y conservó el retablo también la región perdió una valiosa obra de arte.

### Daños estructurales y estado actual
La capilla se encuentra abandonada y en un avanzado estado de deterioro tras haber sido afectada por múltiples sismos entre los cuales se cuentan los de 1756, 1786, 1949 y 1942. Fue con este último terremoto, de gran magnitud, que se desplomó parte de la bóveda. Los daños y fallas que presenta el edificio son de magnitud y se encuentra en progresivo estado de deterioro. Michel Piaget Mazzetti, y Jaime Lecca Roe, en su trabajo sobre esta iglesia y la de San Javier,  han destacado su valor histórico y artístico y solicitado que deben considerarse como intangibles.
En 2010 la iglesia de San Javier y de San José, ambas pertenecientes al ingenio fueron incorporadas a la lista de monumentos valiosos que están en riesgo en todo el planeta,  producida por la Fundación Mundial de Monumentos (WMF). Esta lista bianual busca llamar la atención internacional sobre  aquel patrimonio cultural que está en peligro debido a las fuerzas de la naturaleza y al impacto de cambios sociales, políticos y económicos. 

“Las Iglesias jesuitas de San José y San Javier tienen necesidad de  planes integrales de conservación, gestión y visita para asegurar su supervivencia para futuras generaciones”
Informe World Monument Fund, año 2010. Portal institucional WMF.